# František Havlíček
František Havlíček (1817 Praha – 31. července 1871 Kunratice) byl český a rakouský politik, během revolučního roku 1848 poslanec Říšského sněmu.

## Biografie
Narodil se roku 1817 v Praze. Studium na novoměstském gymnáziu opustil předčasně, vyučil se pekařem, řemesla však záhy zanechal ve prospěch písařství v advokátní kanceláři.
V době před březnem 1848 byl členem pražského spolku Repeal, který byl radikálně demokraticky orientován. Během revolučního roku 1848 se jako radikální demokrat zapojil do politického dění. Už 8. března členové Repealu vyvěsili na pražských ulicích pozvánky na veřejnou schůzi ve Svatováclavských lázních, kde pak 11. března došlo k zformování skupiny pozdějšího Svatováclavského výboru.
V doplňovacích volbách 28. listopadu 1848 byl zvolen, poté co rezignoval poslanec František Slavík, na rakouský ústavodárný Říšský sněm. Poprvé se schůze parlamentu zúčastnil v prosinci 1848. Zastupoval volební obvod Nová Kdyně v Čechách. Uvádí se jako advokátní koncipista. Patřil ke sněmovní pravici.
V letech 1848–1849 byl opakovaně zvolen místostarostou organizace Slovanská lípa. Byl též setníkem ve sboru Svornost. V noci z 9. na 10. května 1849 byl zatčen v rámci razií proti skupině radikálních českých demokratů spojených s tzv. májovým spiknutím.
V době restaurace absolutismu byl za císaře Františka Josefa I. perzekvován. Na Nový rok 1851 byl náhle zatčen a dopraven do věznice vojenského soudu v Praze-Hradčanech, kde byl nesmyslně vězněn až do 15. května 1853. Podle jiného zdroje byl vězněn v letech 1850–1854.
Po svém propuštění se zcela stáhl z veřejného života, vstoupil do advokátní kanceláře JUDr. Ignáce Hauschilda. Od založení roku 1862 byl členem pražského Sokola. V roce 1861 se rovněž zmiňuje mezi osobnostmi, které přislíbily přispívat do nově vzniklého listu Čas.
Zemřel 31. července 1871 v Kunraticích, kde byl též 2. srpna 1871 pohřben za účasti představitelů Sokola.